# الصلاة على النبي
الصَّلَاةُ عَلَى النَّبيّ مُحمَّد بنِ عَبدِ اللهِ صلى الله عليه وسلم وتُسمَّى أيضًا التَّصْلِيَةُ ويُرمز لها بـ«ﷺ»، هي إحدى العبادات الواجبة على المسلمين وفقا للآية القرآنية ﴿إِنَّ اللَّهَ وَمَلَائِكَتَهُ يُصَلُّونَ عَلَى النَّبِيِّ يَا أَيُّهَا الَّذِينَ آمَنُوا صَلُّوا عَلَيْهِ وَسَلِّمُوا تَسْلِيمًا ۝٥٦﴾ [الأحزاب:56] والمرادُ بها تعظيمُ نبي الإسلام محمد صلى الله عليه وسلم من قبل المسلمين في الدنيا بإعلاءِ ذكره، وإظهارِ مثوبتهِ، وتشفيعِه في أمَّتِه، وسلامتهُ من كل نقص، والدعاء لمضاعفة أجره. تكون صلاة المسلم على النبي بتلاوته للصلاة التي لها عدّة صيغ منها صَلَّىٰ اللهُ عَلَيْهِ وَسَلَّمَ خاصّة عند المسلمين السنة الذين يستخدمون كذلك صيغة «صَلَّىٰ ٱللَّٰهُ عَلَيْهِ وَعَلَى آلِهِ وصَحبِهِ وَسَلَّمَ»، و«صَلَّىٰ اللهُ عَلَيْهِ وَآلِهِ وَسَلَّمَ»، وفي صلاتهم يتلون الصلاة الإبراهيمية في التشهد الأخير. أما الشيعة إذا ذكروا اسم النبي محمد  يقولون «صَلَّىٰ اللهُ عَلَيْهِ وَآلِهِ وَسَلَّمَ» وحسب قولهم لا يبترون الصلاة ويسمون عبارة صَلَّىٰ اللهُ عَلَيْهِ وَسَلَّمَ بالصلاة البتراء

## معنى الصلاة على النبي

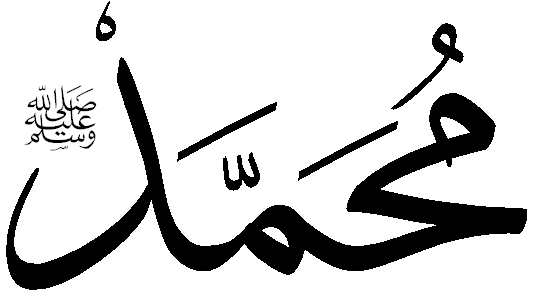
اسم النبي محمد ، مكتوب بخط الثلث ملحوق بالصّلاة والسّلام عليه.

يختلف معنى كلمة «الصلاة» عند المسلمين باختلاف أماكن استخدامها، وكلّها في النهاية راجعة في أصل اللغة لـ «الدعاء» كما ورد في المعجم الوسيط، ومن هذه الاستخدامات:
- الصلاة من الله على البشر: تكون رحمة مقرونة بالتعظيم، ورفع درجاتهم، وذكرهم بالثناء في الملأ الأعلى كما في الآية ﴿هُوَ الَّذِي يُصَلِّي عَلَيْكُمْ وَمَلَائِكَتُهُ لِيُخْرِجَكُمْ مِنَ الظُّلُمَاتِ إِلَى النُّورِ وَكَانَ بِالْمُؤْمِنِينَ رَحِيمًا ۝٤٣﴾ [الأحزاب:43].
- الصلاة من الملائكة على المؤمنين: تكون استغفار ودعاء لهم عند الله.
- الصلاة من المؤمنين على المؤمنين: دعاء أيضًا كما في الأية ﴿خُذْ مِنْ أَمْوَالِهِمْ صَدَقَةً تُطَهِّرُهُمْ وَتُزَكِّيهِمْ بِهَا وَصَلِّ عَلَيْهِمْ إِنَّ صَلَاتَكَ سَكَنٌ لَهُمْ وَاللَّهُ سَمِيعٌ عَلِيمٌ ۝١٠٣﴾ [التوبة:103].
- الصلاة من البشر إلى الله: العبادة المخصوصة المبينة حدود أوقاتها في الشريعة الإسلامية كما في الآية ﴿فَصَلِّ لِرَبِّكَ وَانْحَرْ ۝٢﴾ [الكوثر:2].
- قال العز بن عبد السلام: «ليست صلاتنا على النبي صلى الله عليه وسلم شفاعة منا له، فإن مثلنا لا يشفع لمثله، ولكن الله أمرنا بالمكافأة لمن أحسن إلينا وأنعم علينا، فإن عجزنا عنها كافأناه بالدعاء، فأرشدنا الله لما علم عجزنا عن مكافأة نبينا إلى الصلاة عليه؛ لتكون صلاتنا عليه مكافأة بإحسانه إلينا، وأفضاله علينا، إذ لا إحسان أفضل من إحسانه صلى الله عليه وسلم، وفائدة الصلاة عليه ترجع إلى الذي يصلي عليه دلالة ذلك على نضوج العقيدة، وخلوص النية، وإظهار المحبة والمداومة على الطاعة والاحترام.».
- قال أبو العالية: «صلاة الله على نبيه ثناؤه عليه عند ملائكته، وصلاة الملائكة عليه الدعاء».
- قال ابن حجر في كتابه الجوهر المنظم معنى الصلاة والسلام: «أن الصلاة من الله سبحانه وتعالى هي الرحمة المقرونة بالتعظيم ومن الملائكة والآدميين سؤال ذلك وطلبه له صلى الله عليه وسلم».

## حكم الصلاة على النبي
اتفق علماء أهل السنة على استحباب الصلاة والسلام على النبي محمد صلى الله عليه وسلم حيث قال ابن عطية: «الصلاة على النبي صلى الله عليه وسلم في كل حال واجبة وجوب السنن المؤكدة التي لا يسع تركها ولا يغفلها إلا من لا خير فيه». واختلفوا في وجوبها على عدة أقوال أشهرها:
- واجبة في العمر مرة واحدة، قال المفسر القرطبي: لا خلاف في وجوبها في العمر مرةً، وأَنها واجبة في كل حين وجوب السنن المؤكدة.
- واجبة في الصلاة في التشهد الأخير: وهو قول الشافعية وبعض المالكية.
- واجب الإكثار منها من غير تحديد.
- واجبة عند سماع ذكر النبي من غيره أو ذكره بنفسه، نقل ذلك عن الطحاوي.

## آيات وأحاديث في الصلاة على النبي
- آية: ﴿إِنَّ اللَّهَ وَمَلَائِكَتَهُ يُصَلُّونَ عَلَى النَّبِيِّ يَا أَيُّهَا الَّذِينَ آمَنُوا صَلُّوا عَلَيْهِ وَسَلِّمُوا تَسْلِيمًا ۝٥٦﴾ [الأحزاب:56]
- حديث: «أولى الناس بي يوم القيامة أكثرهم عليّ صلاة».[6]
- حديث: «من ذُكرتُ عنده فخطئ الصلاة عليّ خطئ طريق الجنّة».[7]
- حديث: «البخيل من ذُكرتُ عندَه ثم لم يصلّ عليّ».[8]
- حديث: «إنَّ من أفضل أيَّامكم يوم الجمعة، فيه خُلق آدم وفيه قُبض وفيه النَّفخة وفيه الصَّعقة، فأكثروا عليَّ من الصَّلاة فيه فإنَّ صلاتكم معروضةٌ عليَّ، قالوا: يارسول الله وكيف تعرض صلاتُنا عليك وقد أرمت - يقولون بليت - ؟ فقال: إن الله عزَّ وجلَّ حرَّم على الأرض أجساد الأنبياء».[9]
- حديث أُبَيِّ بْنِ كَعْبٍ  قَالَ: «قُلْتُ: يَارَسُولَ اللَّهِ إِنِّي أُكْثِرُ الصَّلَاةَ عَلَيْكَ فَكَمْ أَجْعَلُ لَكَ مِنْ صَلَاتِي؟ فَقَالَ: مَا شِئْتَ. قَالَ قُلْتُ الرُبُعَ؟ قَالَ: مَا شِئْتَ فَإِنْ زِدْتَ فَهُوَ خَيْرٌ لَكَ. قُلْتُ النِّصْفَ؟ قَالَ: مَا شِئْتَ فَإِنْ زِدْتَ فَهُوَ خَيْرٌ لَكَ. قَالَ قُلْتُ فَالثُّلُثَيْنِ؟ قَالَ: مَا شِئْتَ فَإِنْ زِدْتَ فَهُوَ خَيْرٌ لَكَ. قُلْتُ أَجْعَلُ لَكَ صَلَاتِي كُلَّهَا؟ قَالَ: إِذًا تُكْفَى هَمَّكَ وَيُغْفَرُ لَكَ ذَنْبُكَ».[10]
- حديث أبي هريرة: «مَن صَلَّى عَلَيَّ واحِدَةً صَلَّى اللَّهُ عليه عَشْرًا»، وحديث أنس بن مالك: «من ذُكرتُ عِندَه فليُصلِّ عليَّ، فإنَّهُ من صلَّى عليَّ مرةً صلَّى اللهِ عزَّ وجلَّ عليْهِ عشرًا»، ورد هذا الحديث بروايات أخرى منها: «من صلَّى عليَّ صلاةً واحدةً صلَّى اللَّهُ عليهِ عشرَ صلواتٍ، وحُطَّت عنهُ عَشرُ خطيئاتٍ، ورُفِعَت لَهُ عشرُ درجاتٍ».[11]
- حديث: «من صلَّى عليَّ صلاةً لم تزلِ الملائكةُ تصلِّي عليه ما صلَّى عليَّ، فليُقلَّ عبدٌ منكم أو ليُكثِرْ».[12]
- حديث: «صعِد النَّبيُّ صلَّى اللهُ عليه وسلَّم المنبرَ، فقال: آمين، آمين، آمين، فلمَّا نزل سُئل عن ذلك، فقال: أتاني جبريلُ، فقال: رغِم أنفُ امرئٍ أدرك رمضانَ فلم يُغفرْ له، قُلْ: آمين، فقلتُ: آمين، ورغِم أنفُ امرئٍ ذُكِرتَ عنده فلم يُصلِّ عليك، قُلْ: آمين، فقلتُ: آمين، ورغِم أنفُ رجلٍ أدرك والدَيْه أو أحدَهما فلم يُغفرْ له، قُلْ: آمين، فقلتُ: آمين».[13]
- حديث: «من صلى عليَّ حين يصبح عشرًا، وحين يمسي عشرًا، أدركته شفاعتي يوم القيامة».[14][15]
- حديث: «ما جَلَس قومٌ مجلسًا لم يذكروا اللهَ فيه ولم يُصلُّوا على نبيِّهم إلَّا كان عليهم تِرةٌ فإن شاءَ عذَّبَهم وإن شاءَ غفَر لهم».[16]
- حديث: «إذا سَمِعْتُمُ المُؤَذِّنَ، فَقُولوا مِثْلَ ما يقولُ ثُمَّ صَلُّوا عَلَيَّ، فإنَّه مَن صَلَّى عَلَيَّ صَلاةً صَلَّى اللَّهُ عليه بها عَشْرًا، ثُمَّ سَلُوا اللَّهَ لِيَ الوَسِيلَةَ، فإنَّها مَنْزِلَةٌ في الجَنَّةِ، لا تَنْبَغِي إلَّا لِعَبْدٍ مِن عِبادِ اللهِ، وأَرْجُو أنْ أكُونَ أنا هُوَ، فمَن سَأَلَ لي الوَسِيلَةَ حَلَّتْ له الشَّفاعَةُ».[17]
- حديث: «مَا مِنْ أَحَدٍ يُسَلِّمُ عَلَيَّ إِلاَّ رَدَّ اللهُ عَلَيَّ رُوحِي حَتَّى أَرُدَّ عَلَيْهِ السَّلاَمَ».[18][19]
- حديث: «مَنْ سَرَّهُ أَنْ يَكْتَالَ بِالْمِكْيَالِ الأَوْفَى إِذَا صَلَّى عَلَيْنَا أَهْلَ الْبَيْتِ فَلْيَقُلْ: اللَّهُمَّ صَلِّ عَلَى مُحَمَّدٍ النَّبِيِّ وَأَزْوَاجِهِ أُمَّهَاتِ الْمُؤْمِنِينَ وَذُرِّيَّتِهِ وَأَهْلِ بَيْتِهِ كَمَا صَلَّيْتَ عَلَى ءَالِ إِبْرَاهِيمَ إِنَّكَ حَمِيدٌ مَجِيدٌ».[20][21]

## ألفاظ الصلاة على النبي

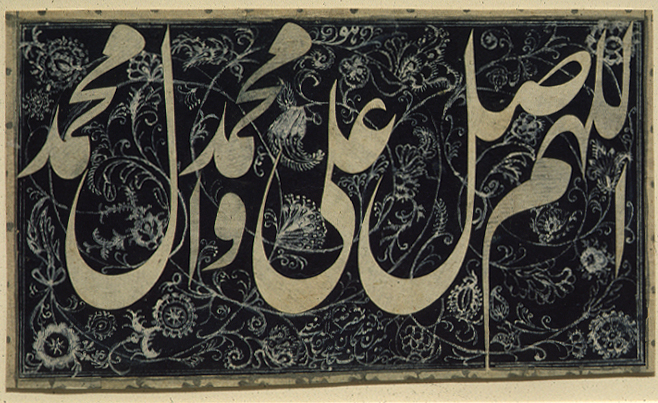
لوحة بالخط العربي مكتوب فيها عبارة "ٱللَّٰهُمَّ صَلِّ عَلَىٰ مُحَمَّدٍ وَآلِ مُحَمَّدٍ" ترجع للقرن الثامن عشر الميلادي

### الأحاديث الصحيحة عند أهل السنة
جُمِّعت ألفاظ الصلاة على النبي هذه من كتب الأحاديث:
1. اللَّهُمَّ صَلِّ عَلَى مُحَمَّدٍ وَعَلَى آلِ مُحَمَّدٍ، كَمَا صَلَّيْتَ عَلَى آلِ إِبْرَاهِيمَ، وبَارِكْ عَلَى مُحَمَّدٍ وَعَلَى آلِ مُحَمَّدٍ، كَمَا بَارَكْتَ عَلَى آلِ إِبْرَاهِيمَ، إِنَّكَ حَمِيدٌ مَجِيدٌ.[23]
2. اللَّهُمَّ صَلِّ عَلَى مُحَمَّدٍ وَعَلَى آلِ مُحَمَّدٍ.[24]
3. اللَّهُمَّ صَلِّ عَلَى مُحَمَّدٍ وَعَلَى آلِ مُحَمَّدٍ، كَمَا صَلَّيْتَ عَلَى إِبْرَاهِيمَ، وَبَارِكْ عَلَى مُحَمَّدٍ وَعَلَى آلِ مُحَمَّد، كَمَا بَارَكْتَ عَلَى آلِ إِبْرَاهِيمَ، فِي الْعَالَمِينَ، إِنَّكَ حَمِيدٌ مَجِيدٌ.[25]
4. اللَّهُمَّ صَلِّ عَلَى مُحَمَّدٍ وَعَلَى آلِ مُحَمَّدٍ، كَمَا صَلَّيْتَ عَلَى إِبْرَاهِيمَ، إِنَّكَ حَمِيدٌ مَجِيدٌ، وَبَارِكْ عَلَى مُحَمَّدٍ وَعَلَى آلِ مُحَمَّدٍ، كَمَا بَارَكْتَ عَلَى إِبْرَاهِيمَ، إِنَّكَ حَمِيدٌ مَجِيدٌ.[26]
5. اللَّهُمَّ صَلِّ عَلَى مُحَمَّدٍ وَعَلَى آلِ مُحَمَّدٍ، كَمَا صَلَّيْتَ عَلَى إِبْرَاهِيمَ، إِنَّكَ حَمِيدٌ مَجِيدٌ، اللَّهُمَّ بَارِكْ عَلَى مُحَمَّدٍ وَعَلَى آلِ مُحَمَّدٍ، كَمَا بَارَكْتَ عَلَى إِبْرَاهِيمَ، إِنَّكَ حَمِيدٌ مَجِيدٌ.[27]
6. اللَّهُمَّ صَلِّ عَلَى مُحَمَّدٍ وَعَلَى آلِ مُحَمَّدٍ، كَمَا صَلَّيْتَ عَلَى آلِ إِبْرَاهِيمَ، وَبَارِكْ عَلَى مُحَمَّدٍ وَعَلَى آلِ مُحَمَّدٍ، كَمَا بَارَكْتَ عَلَى آلِ إِبْرَاهِيمَ، فِي الْعَالَمِينَ، إِنَّكَ حَمِيدٌ مَجِيدٌ.[28]
7. اللَّهُمَّ صَلِّ عَلَى مُحَمَّدٍ وَعَلَى آلِ مُحَمَّدٍ، كَمَا صَلَّيْتَ عَلَى آلِ إِبْرَاهِيمَ، إِنَّك حَمِيدٌ مَجِيدٌ، وَبِارِكْ عَلَى مُحَمَّدٍ وَعَلَى آلِ مُحَمَّدٍ، كَمَا بَارَكْتَ عَلَى آلِ إِبْرَاهِيمَ، إِنَّكَ حَمِيدٌ مَجِيدٌ.[29]
8. اللَّهُمَّ صَلِّ عَلَى مُحَمَّدٍ وَعَلَى آلِ مُحَمَّدٍ، كَمَا صَلَّيْتَ عَلَى آلِ إِبْرَاهِيمَ، إِنَّك حَمِيدٌ مَجِيدٌ، اللَّهُمَّ بِارِكْ عَلَى مُحَمَّدٍ وَعَلَى آلِ مُحَمَّدٍ، كَمَا بَارَكْتَ عَلَى آلِ إِبْرَاهِيمَ، إِنَّكَ حَمِيدٌ مَجِيدٌ.[30]
9. اللَّهُمَّ صَلِّ عَلَى مُحَمَّدٍ وَعَلَى آلِ مُحَمَّدٍ، كَمَا صَلَّيْتَ عَلَى إِبْرَاهِيمَ وَآلِ إِبْرَاهِيمَ، إِنَّكَ حَمِيدٌ مَجِيدٌ، وَبَارِكْ عَلَى مُحَمَّدٍ وَعَلَى آلِ مُحَمَّدٍ، كَمَا بَارَكْتَ عَلَى إِبْرَاهِيمَ وَآلِ إِبْرَاهِيمَ، إِنَّكَ حَمِيدٌ مَجِيدٌ.[31]
10. اللَّهُمَّ صَلِّ عَلَى مُحَمَّدٍ وَعَلَى آلِ مُحَمَّدٍ، كَمَا صَلَّيْتَ عَلَى إِبْرَاهِيمَ وَعَلَى آلِ إِبْرَاهِيمَ، إِنَّكَ حَمِيدٌ مَجِيدٌ، اللَّهُمَّ بَارِكْ عَلَى مُحَمَّدٍ وَعَلَى آلِ مُحَمَّدٍ، كَمَا بَارَكْتَ عَلَى إِبْرَاهِيمَ وَعَلَى آلِ إِبْرَاهِيمَ، إِنَّكَ حَمِيدٌ مَجِيدٌ.[32]
11. اللَّهُمَّ صَلِّ عَلَى مُحَمَّدٍ النَّبِيِّ الأُمِّيِّ وَعَلَى آلِ مُحَمَّدٍ، كَمَا صَلَّيْتَ عَلَى إِبْرَاهِيمَ وَعَلَى آلِ إِبْرَاهِيمَ، وَبَارِكْ عَلَى مُحَمَّدٍ النَّبِيِّ الأُمِّيِّ وَعَلَى آلِ مُحَمَّدٍ، كَمَا بَارَكْتَ عَلَى إِبْرَاهِيمَ وَعَلَى آلِ إِبْرَاهِيمَ، إِنَّكَ حَمِيدٌ مَجِيدٌ.[33]
12. اللَّهُمَّ صَلِّ عَلَى مُحَمَّدٍ عَبْدِكَ وَرَسُولِكَ، كَمَا صَلَّيْتَ عَلَى إِبْرَاهِيمَ، وَبَارِكْ عَلَى مُحَمَّدٍ وَعَلَى آلِ مُحَمَّدٍ، كَمَا بَارَكْتَ عَلَى إِبْرَاهِيمَ.[34]
13. اللَّهُمَّ صَلِّ عَلَى مُحَمَّدٍ عَبْدِكَ وَرَسُولِكَ، كَمَا صَلَّيْتَ عَلَى إِبْرَاهِيمَ، وَبَارِكْ عَلَى مُحَمَّدٍ وَعَلَى آلِ مُحَمَّدٍ، كَمَا بَارَكْتَ عَلَى إِبْرَاهِيمَ وَآلِ إِبْرَاهِيمَ.[35]
14. اللَّهُمَّ صَلِّ عَلَى مُحَمَّدٍ عَبْدِكَ وَرَسُولِكَ، كَمَا صَلَّيْتَ عَلَى إِبْرَاهِيمَ، وَبَارِكْ عَلَى مُحَمَّدٍ وَآلِ مُحَمَّدٍ، كَمَا بَارَكْتَ عَلَى إِبْرَاهِيمَ.[36]
15. اللَّهُمَّ صَلِّ عَلَى مُحَمَّدٍ عَبْدِكَ وَرَسُولِكَ، كَمَا صَلَّيْتَ عَلَى إِبْرَاهِيمَ، وَبَارِكْ عَلَى مُحَمَّدٍ وَآلِ مُحَمَّدٍ، كَمَا بَارَكْتَ عَلَى إِبْرَاهِيمَ وَآلِ إِبْرَاهِيمَ.[37]
16. اللَّهُمَّ صَلِّ عَلَى مُحَمَّدٍ عَبْدِكَ وَرَسُولِكَ، كَمَا صَلَّيْتَ عَلَى آل إِبْرَاهِيمَ، وَبَارِكْ عَلَى مُحَمَّدٍ وَعَلَى آلِ مُحَمَّدٍ، كَمَا بَارَكْتَ عَلَى إِبْرَاهِيمَ.[37]
17. اللَّهُمَّ صَلِّ عَلَى مُحَمَّدٍ عَبْدِكَ وَرَسُولِكَ، كَمَا صَلَّيْتَ عَلَى آل إِبْرَاهِيمَ، وَبَارِكْ عَلَى مُحَمَّدٍ وَعَلَى آلِ مُحَمَّدٍ، كَمَا بَارَكْتَ عَلَى آلِ إِبْرَاهِيمَ.[37]
18. اللَّهُمَّ صَلِّ عَلَى مُحَمَّدٍ وَأَزْوَاجِهِ وَذُرِّيَّتِهِ، كَمَا صَلَّيْتَ عَلَى إِبْرَاهِيمَ، وَبَارِكْ عَلَى مُحَمَّدٍ وَأَزْوَاجِهِ وَذُرِّيَّتِهِ، كَمَا بَارَكْتَ عَلَى آلِ إِبْرَاهِيمَ، إِنَّكَ حَمِيدٌ مَجِيدٌ.[38]
19. اللَّهُمَّ صَلِّ عَلَى مُحَمَّدٍ وَأَزْوَاجِهِ وَذُرِّيَّتِهِ، كَمَا صَلَّيْتَ عَلَى إِبْرَاهِيمَ، وَبَارِكْ عَلَى مُحَمَّدٍ وَأَزْوَاجِهِ وَذُرِّيَّتِهِ، كَمَا بَارَكْتَ عَلَى آلِ إِبْرَاهِيمَ، فِي الْعَالَمِينَ، إِنَّكَ حَمِيدٌ مَجِيدٌ.[39]
20. اللَّهُمَّ صَلِّ عَلَى مُحَمَّدٍ وَأَزْوَاجِهِ وَذُرِّيَّتِهِ، كَمَا صَلَّيْتَ عَلَى آلِ إِبْرَاهِيمَ، وَبَارِكْ عَلَى مُحَمَّدٍ وَأَزْوَاجِهِ وَذُرِّيَّتِهِ، كَمَا بَارَكْتَ عَلَى آلِ إِبْرَاهِيمَ، إِنَّكَ حَمِيدٌ مَجِيدٌ.[40]
21. اللَّهُمَّ صَلِّ عَلَى مُحَمَّدٍ وَعَلَى أَزْوَاجِهِ وَذُرِّيَّتِهِ، كَمَا صَلَّيْتَ عَلَى آلِ إِبْرَاهِيمَ، وَبَارِكْ عَلَى مُحَمَّدٍ وَعَلَى أَزْوَاجِهِ وَذُرِّيَّتِهِ، كَمَا بَارَكْتَ عَلَى آلِ إِبْرَاهِيمَ، إِنَّكَ حَمِيدٌ مَجِيدٌ.[41]
22. اللَّهُمَّ صَلِّ عَلَى مُحَمَّدٍ، كَمَا صَلَّيْتَ عَلَى آلِ إِبْرَاهِيمَ، اللَّهُمَّ بَارِكْ عَلَى مُحَمَّدٍ، كَمَا بَارَكْتَ عَلَى آلِ إِبْرَاهِيمَ.[42]

### ألفاظ عند الصوفية
دأب علماء الصوفية على كتابة صيغ متنوعة للصلاة والسلام على النبي محمد اجتهادًا منهم أو إلهامًا من الله أو تلقيًا من رسول الإسلام محمد في المنام، والتي اعترض عليها السلفية بدعوى أنها «بدع في دين الإسلام وأنها لم ترد لا في الكتاب ولا في السنة». ومن هذه الصيغ المشهورة:
- صلاة الفاتح، وهي عن الشيخ شمس الدين محمد بن أبي الحسن البَكْري: اللَّهُمَّ صَلِّ وَسَلِّمْ وَبَارِكْ عَلَى سَيِّدِنَا مُحَمَّدٍ الْفَاتِحِ لِمَا ُأَغْلِقَ وَالْخَاتِمِ لِمَا سَبَقَ نَّاصِرِ الْحَقَّ بِالْحَقِّ وَالْهَادِي إِلَى صِرَاطِكَ الْمُسْتَقِيمِ وَعَلَى آلِهِ وَأَصْحَابِهِ حَقَّ قَدْرِهِ وَمِقْدَارِهِ الْعَظِيمِ.
- صلاة النور الذاتي، وهي عن الشيخ أبي الحسن الشاذلي: اللَّهُمَّ صَلِّ وَسَلِّمْ وَبَارِكْ عَلَى سَيِّدِنَا مُحَمَّدٍ النُّورِ الذَّاتِي وَالسِّرِّ السَّارِي فِي سَائِرِ الأَسْمَاءِ وَالصِّفَاتِ.
- الصلاة المنجية: اللَّهُمَّ صَلِّ عَلَى سَيِّدِنَا مُحَمَّدٍ صَلاَةً تُنْجِينَا بِهَا مِنْ جَمِيعِ الأَهْوَالِ وَالآفَاتِ وَتَقْضِي لَنَا بِهَا جَمِيعَ الْحَاجَاتِ وَتْطَهِّرُنَا بِهَا مِنْ جَمِيعِ السَّيِّئاتِ وَتَرْفَعُنَا بِهَا عِنْدَكَ أَعْلَى الدَّرَجَاتِ وَتُبَلِّغُنَا بِهَا أَقْصَى الْغَأيَاتِ مِنْ جَمِيعِ الْخَيْرَاتِ فِي الْحَيَاةِ وَبَعْدَ الْمَمَاتِ.
- صلاة نور القيامة: اللَّهُمَّ صَلِّ عَلَى سَيِّدِنَا مُحَمَّدٍ بَحْرِ أَنْوَارِكَ وَمَعْدِنِ أَسْرَارِكَ وَلِسَانِ حُجَّتِكَ وَعَرُوسِ مَمْلَكَتِكَ وَإِمَامِ حَضْرَتِكَ وَطِرَازِ مُلْكِكَ وَخَزَائِنِ رَحْمَتِكَ وَطَرِيقِ شَرِيعَتِكَ الْمُتَلَذِّذِ بِتَوْحِيدِكَ إِنْسَانِ عَيْنِ الْوُجُودِ وَالسَّبَبِ فِي كُلِّ مَوْجُودٍ عَيْنِ أَعْيَانِ خَلْقِكَ الْمُتَقَدِّمِ مِنْ نُورِ ضِيَائِكَ صَلاَةً تَدُومُ بِدَوَامِكَ وَتَبْقَى بِبَقَائِكَ لاَ مُنْتَهَى لَهَا دُونَ عِلْمِكَ صَلاَةً تُرِضِيكَ وَتُرْضِيهِ وَتَرْضَى بِهَا عَنَّا يَا رَبَّ الْعَالَمِينَ.
- الصلاة التفريجية أو الصلاة النارية: اللَّهُمَّ صَلِّ صَلاَةً كَامِلَةً وَسَلِّمْ سَلاَمًا تَامًّا عَلَى سَيِّدِنَا مُحَمَّدٍالذي تَنْحَلُّ بِهِ الْعُقَدُ وَتَنْفَرِجُ بِهِ الْكُرَبُ وَتُقْضَى بِهِ الْحَوَائِجُ وَتُنَالُ بِهِ الرَّغَائِبُ وَحُسْنُ الْخَوَاتِمِ وَيُسْتَسْقَى الْغَمَامُ بنور وَجْهِهِ الْكَرِيمِ وَعَلى آلِهِ وَصَحْبِهِ فِي كُلِّ لَمْحَةٍ وَنَفَسٍ بِعَدَدِ كُلِّ مَعْلُومٍ لَكَ يا الله يا حي ياقيوم.
- الصلاة الكمالية: اللَّهُمَّ صَلِّ وَبَارِكَ عَلَى سَيِّدِنَا مُحَمَّدٍ وَعَلَى آلِهِ عَدَدَ كَمَالِ الله وَكَمَا يَلِيقُ بِكَمَالِهِ.
- صلاة الرؤوف الرحيم: اللَّهُمَّ صَلِّ وَسَلِّمْ وَبَارِكْ عَلَى سَيِّدِنَا مُحَمَّدٍ الرَّؤُوفِ الرَّحِيمِ ذِي الْخُلُقِ الْعَظِيمِ وَعَلَى آلِهِ وَأَصْحَابِهِ وَأَزْوَاجِهِ فِي كُلِّ لَحْظَةٍ عَدَدَ كُلِّ حَادِثٍ وَقَدِيمٍ.
- صلاة السعادة: اللَّهُمَّ صَلِّ عَلَى سَيِّدِنَا مُحَمَّدٍ عَدَدَ مَا فِي عِلْمِ الله صَلاَةً دَائِمَةً بِدَوَامِ مُلْكِ الله.
- صلاة أولي العزم: اللَّهُمَّ صَلِّ وَسَلِّمْ وَبَارِكْ عَلَى سَيِّدِنَا مُحَمَّدٍ وَآدَمَ وَنُوحٍ وَإِبْرَاهِيمَ وَمُوسَى وَعِيسَى وَمَا بَيْنَهُمْ مِنَ النَّبِيِّينَ وَالْمُرْسَلِينَ صَلَوَاتُ الله وَسَلاَمُهُ عَلَيْهِمْ أَجْمَعِينَ.
- صلاة الإنعام: اللَّهُمَّ صَلِّ وَسَلِّمْ وَبَارِكَ عَلَى سَيِّدِنَا مُحَمَّدٍ وَعَلَى آلِهِ عَدَدَ إِنْعَامِ الله وَأِفْضَالِهِ.
- صلاة العالي القدر: اللَّهُمَّ صَلِّ وَسَلِّمْ وَبَارِكَ عَلَى سَيِّدِنَا مُحَمَّدٍ النَّبِيِّ الأُمِّيِّ الْحَبِيبِ الْعَالِي الْقَدْرِ الْعَظِيمِ الْجَاهِ وَعَلَى آلِهِ وَصَحْبِهِ وَسَلِّمْ.
- صلاة أحمد البدوي: اللَّهُمَّ صَلِّ عَلَى نُورِ الأَنْوَارِ. وَسِرِّ الأَسِرَارِ. وَتِرْيَاقِ الأَغْيَارِ. وَمِفْتَاحِ بَابِ الْنَسَارِ. سَيِّدِنَا مُحَمَّدٍ الْمُخْتَارِ. وَآلِهِ الأَطْهَارِ. وَأَصْحَابِهِ الأَخْيَارِ. عَدَد نِعَمِ الله وَأِفْضَالِهِ.
- صلاة أحمد البدوي: اللَّهُمَّ صَلِّ وَسَلِّمْ وَبَارِكْ عَلَى سَيِّدُنَا وَمَوْلاَنَا مُحَمَّدٍ شَجَرَةِ الأَصْلِ النُّورَانِيَّةِ وَلَمْعَةِ الْقَبْضَةِ الرَّحْمَانِيَّةِ وَأَفْضَلِ الْخَلِيقَةِ الإِنْسَانِيَّةِ وَأَشْرِفِ الصُّورَةِ الْجِسْمَانِيَّةِ وَمَعْدِنِ الأَسْرَارِ الرَّبَّانِيَّةِ وَخَزَائِنِ الْعُلُومِ الاصطفائيةِ صَاحِبِ الْقَبْضَةِ الأَصْلِيَّةِ وَالْبَهْجَةِ السَّنِيَّةِ وَالرُّتْبَةِ الْعَلِيَّةِ مَنِ انْدَرَجِتِ النَّبِيُّون تَحْتَ لِوَائِهِ فَهُمْ مِنْهُ وَإِلَيْهِ وَصَلِّ وَسَلِّمْ وَبَارِكْ عَلِيْهِ وَعَلَى آلِهِ وَصَحْبِهِ عَدَدَ مَا خَلَقْتَ وَرَزَقْتَ وَأَمَتَّ وَأَحْيَيْتَ إِلَى يَوْمِ تَبْعَثُ مَنْ أَفْنَيْتَ وَسَلِّمْ تَسْلِيماً كَثِيراً وَالْحَمْدُ لله رَبِّ الْعَالَمِينَ.
- الصلاة المنسوبة إلى الشافعي:[44] اللَّهُمَّ صَلِّ عَلَى مُحَمَّدٍ بِعَدَدِ مَنْ صَلَّى عَلَيْهِ وَصَلِّ عَلَى مُحَمَّدٍ بِعَدَدٍ مَنْ لَمْ يُصَلِّ عَلَيْهِ وَصَلِّ عَلَى مُحَمَّدٍ كَمَا أَمَرْتَ بِالصَّلاَةِ عَلَيْهِ وَصَلِّ عَلَى مُحَمَّدٍ كَمَا تُحِبُّ أَنْ يُصَلَّى عَلَيْهِ وَصَلِّ عَلَى مُحَمَّدٍ كَمَا تَنْبَغِي الصَّلاَةُ عَلَيْهِ.[45]
- صلاة الكرخي: اللَّهُمَّ صَلِّ عَلَى مُحَمَّدٍ وَعَلَى آلِ مُحَمَّدٍ مِلْءَ الدُّنْيَا وَمِلْءَ الآخِرَةِ وَارْحَمْ مُحَمَّدًا وَآلَ مُحَمَّدٍ مِلْءَ الدُّنْيَا وَمِلْءَ الآخِرَةِ وَاجْزِ مُحَمَّدًا وَآلَ مُحَمَّدٍ مِلْءَ الدُّنْيَا وَمِلْءَ الآخِرَةِ وَسَلِّمْ عَلَى مُحَمَّدٍ وَعَلَى آلِ مُحَمَّدٍ مِلْءَ الدُّنْيَا وَمِلْءَ الآخِرَةِ.
- صلاة عبد القادر الجيلاني: اللَّهُمَّ صَلِّ عَلَى سَيِّدِنَا مُحَمَّدٍ السَّابِقِ لِلْخَلْقِ نُورُهُ وَرَحْمَةٌ لِلْعَالَمِينَ ظُهُورُهُ عَدَدَ مَنْ مَضَى مِنْ خَلْقِكَ وَمَنْ بَقِيَ وَمَنْ سَعِدَ مِنْهُمْ وَمَنْ شَقِيَ صَلاَةً تَسْتَغْرِقُ الْعَدَّ وَتُحِيطُ بِالْحَدِّ صَلاَةً لاَ غَأيَةَ لَهَا وَلاَ مُنْتَهَى وَلاَ انْقِضَاءَ صَلاَةً دَائِمَةً بِدَوَامِكَ وَعَلَى آلِهِ وَصَحْبِهِ وَسَلِّمْ تَسْلِيمًا مِثْلَ ذِلِكَ.
- صلاة الشيخ إبراهيم المتبولي: اللَّهُمَّ إِنِّي أَسْأَلُكَ بِكَ أَنْ تُصَلِّيَ عَلَى سَيِّدِنَا مُحَمَّدٍ وَعَلَى سَائِرِ الأَنْبِيَاءِ وَالْمُرْسَلِينَ وَعَلَى آلِهِمْ وَصَحْبِهِمْ أَجْمَعِينَ وَأَنْ تَغْفِرَ لِي مَا مَضَى وَتَحْفَظَنِي فِيمَا بَقِيَ.
- صلاة الشيخ أحمد بن إدريس: اللَّهُمَّ إِنِّي أَسْأَلُكَ بِنُورِ وَجْهِ الله الْعَظِيمِ الَّذِي مَلأَ أَرْكَانَ عَرْشِ الله الْعَظِيمِ وَقَامَتْ بِهِ عَوَالِمُ الله الْعَظِيمِ أَنْ تُصَلِّيَ عَلَى مَوْلاَنَا مُحَمَّدٍ ذِي الْقَدْرِ الْعَظِيمِ وَعَلَى آلِ نَبِيِّ الله الْعَظِيمِ بِقَدْرِ ذَاتِ الله الْعَظِيمِ فِي كُلِّ لَمْحَةٍ وَنَفَسٍ عَدَد مَا فِي عِلْمِ الله الْعَظِيمِ صَلاَةً دَائِمَةً بِدَوَامِ الله الْعَظِيمِ تَعْظِيمًا لِحَقِّكَ يَا مَوْلاَنَا يَا مُحَمَّدُ يَا ذَا الْخُلُقِ الْعَظِيمِ وَسَلِّمْ عَلَيْهِ وَعَلَى آلِهِ مِثْلَ ذَلِكَ وَاجْمَعْ بَيْنِي وَبَيْنَهُ كَمَا جَمَعْتَ بَيْنَ الرُّوحِ وَالنَّفْسِ ظَاهِرًا وَبَاطِنًا يَقَظَةً وَمَنَامًا وَاجْعَلْهُ يَا رَبِّ رُوحًا لِذَاتِي مِنْ جَمِيعِ الْوُجُوهِ فِي الدُّنْيَا قَبْلَ الآخِرَةِ يَا عَظِيمُ.

## كتب في الصلاة على النبي محمد صلى الله عليه وسلم
- أنوار الآثار المختصة بفضل الصلاة على النبي المختار، تأليف: ابن وكيل الأقليشي، المتوفى سنة 550 هـ.
- جلاء الأفهام في فضائل الصلاة والسلام على خير الأنام، تأليف: شمس الدين أبي بكر بن قيم الجوزية، المتوفى سنة 751 هـ.
- دلائل الخيرات وشوارق الأنوار في ذكر الصلاة على النبي المختار، تأليف: محمد بن سليمان الجزولي، المتوفى سنة 870 هـ.
- القول البديع في فضل الصلاة على الحبيب الشفيع، تأليف: شمس الدين السخاوي، المتوفى سنة 902 هـ.
- حدائق الأنوار في الصلاة والسلام على النبي المختار، تأليف: عبد الوهاب الشعراني، المتوفى سنة 973 هـ.
- الدر المنضود في الصلاة والسلام على صاحب المقام المحمود، تأليف: ابن حجر الهيتمي، المتوفى سنة 974 هـ.
- كنوز الأسرار في الصلاة والسلام على النبي المختار وعلى آله وأصحابه الأبرار، تأليف: عبد الله الهاروشي، المتوفى سنة 1175 هـ.
- أفضل الصلوات على سيد السادات، تأليف: يوسف النبهاني، المتوفى سنة 1350 هـ.
- صلوات الثناء على سيد الأنبياء، تأليف: يوسف النبهاني، المتوفى سنة 1350 هـ.
- سعادة الدارين في الصلاة على سيد الكونين، تأليف: يوسف النبهاني، المتوفى سنة 1350 هـ.
- دوحة الأسرار في معنى الصلاة على النبي المختار، تأليف أحمد العلاوي، المتوفى سنة 1351 هـ.
- الصلاة على النبي، تأليف: عبد الله سراج الدين، المتوفى سنة 1422 هـ.

وقد أورد أحمد فريد المزيدي في مقدمة تحقيقه لكتاب (محاسن الأخبار في فضل الصلاة على النبي المختار) لمحمد بن شعيب الأبشيهي (المتوفى بعد سنة 1030 هـ) مائة وسبع وستون (167) كتاباً صُنّف في فضل الصلاة على النبي ﷺ، ثم قال في النهاية: «وغيرها كثير جداً».

## اقرأ أيضًا
- محمد بن عبد الله.
- المولد النبوي.

## وصلات خارجية
- المقصود بالصلاة على النبي صلى الله عليه وسلم، موقع الحقيقة